# Walter P. Taylor
Walter Penn Taylor (* 31. Oktober 1888 bei Elkhorn, Wisconsin; † 29. März 1972 in La Verne, Kalifornien) war ein US-amerikanischer Biologe, Ökologe, Mammaloge und Politiker.

## Leben
Taylor war der Sohn von Benton Ben und Helen West Taylor. Seine Kindheit und frühe Ausbildung sind nur wenig dokumentiert. Von 1902 bis 1908 absolvierte er das Throop Polytechnic Institute in Pasadena, Kalifornien. Anschließend verbrachte er ein Semester an der Stanford University, bevor er an die University of California, Berkeley wechselte, wo er 1911 seinen Bachelor-Abschluss machte. 1912 heiratete er in erster Ehe Mary E. Fairchild. Später war er mit Clara K. Taylor verheiratet. Er hatte zwei Töchter und zwei Söhne. 1914 erlangte er seinen Doktortitel in Zoologie. Nach seiner Promotion war er zunächst Assistenzkurator und dann Kurator für Säugetiere am Museum of Vertebrate Zoology unter der Leitung von Joseph Grinnell. 1916 wurde er Mitarbeiter am Bureau of Biological Survey, zunächst als Assistent und später als leitender Biologe. 1932 trat er im Rahmen einer Kooperationsvereinbarung mit dieser Institution in die Fakultät der University of Arizona ein.
Von 1935 bis 1947 war er an der Fakultät der Texas A&M University tätig. 1940 wurde das Bureau of Fisheries und das Bureau of Biological Survey zum Interior’s Fish and Wildlife Service (ab 1956 United States Fish and Wildlife Service) vereint, wo er von 1935 bis 1947 die Texas Cooperative Wildlife Research Unit in College Station leitete. Er überzeugte diese Behörde davon, viele biologisch unsinnige Aktivitäten aufzugeben, darunter die Einfuhr mexikanischer Wildhühner und die Abschüsse von Haubenwachteln und Rotluchsen auf Kopfprämienbasis. Taylor war es auch, der die Genehmigung für die erste groß angelegte Umsiedlung von Hirschen und Truthühnern in Texas an Standorten erwirkte, die ausschließlich auf der Grundlage der Lebensraumqualität ausgewählt wurden. Das erfolgreiche Pilotprojekt in der Nähe von Normangee im Jahr 1937 führte zu einem Wiederansiedlungsprogramm, das die höchsten Bestände an Weißwedelhirschen und Truthühnern im Bundesstaat Texas hervorbrachte.
Taylor organisierte und besetzte das Department of Fish and Game (heute Department of Wildlife and Fisheries Sciences) an der Texas A&M University und beeinflusste Verbesserungen in verwandten Abteilungen. Der erste Lehrgang der Texas A&M für Wildökologie (1940) und das heutige Department of Range Science (1945) gehen auf seine Bemühungen zurück.
1947 wechselte er an die Oklahoma State University – Stillwater (damals Agricultural and Mechanical College), wo er bis 1951, als er aus dem Bundesdienst ausschied, als Leiter der Wildtierforschungsabteilung tätig war. Von 1954 bis 1957 sowie von 1959 bis 1962 war er Professor für Naturschutzbildung und Biologie an den Claremont Colleges in Südkalifornien.
Während dieser Zeit lehrte er auch am La Verne College (1954–1957), am Murray State College (Sommer 1957) und am Southern Illinois University System (1957–1958). Von 1960 bis 1966 war er Dozent am American Institute of Biological Sciences. wo er einen weiteren Beitrag zur Naturschutzaufklärung in den Vereinigten Staaten leistete. 1962 trat er in den Ruhestand, schlug aber eine zweite Karriere in der Politik ein, wo er im Stadtrat (1961–1964) und als stellvertretender Bürgermeister (1963–1964) seiner Wahlheimat Claremont, Kalifornien, tätig war. Er war Präsident des University Club of Claremont (1954) und Vorsitzender der Claremont Environmental Task Force (1970–1971). Im Jahr 1967 wurde das Gemeinschaftsgebäude im Cahuilla Park ihm zu Ehren Walter P. Taylor Hall genannt.
Er wurde mit zahlreichen Auszeichnungen geehrt, darunter die Distinguished Service Medal des Innenministeriums (1951), der Ehrenpreis des California Conservation Council (1953) und der Leopold Award (1961) der Wildlife Society, wo er 1935 Präsident war. Darüber hinaus leitete er die American Society of Mammalogists (1940–1942), die Ecological Society of America (1943–1944) sowie die Texas Academy of Sciences (1944–1945). Zudem war er Fellow der American Association for the Advancement of Science und der California Academy of Sciences.
Taylor war auch Präsident des Desert Protective Council (1960) und Vorsitzender des Conservation Education Committee der National Wildlife Federation (1950–1951). Er war Mitglied der Los Angeles County Watershed Commission (1955–1971) und des Southern California Watershed-Fire Council (1961–1971). Als Treuhänder des Blaisdell Institute for the Advanced Study of World Cultures and Religions (1956–1972) war Taylor auch Mitglied der National Federation of Federal Employees, wo er mehrmals Vizepräsident war.
Obwohl Taylor im Laufe seiner langen Karriere eine Reihe verschiedener Ämter innehatte, konzentrierte er sich nach seinem Eintritt in das Bureau of Biological Survey im Jahr 1916 vor allem auf die Wildtierbiologie.
Taylor war ein produktiver Autor, der etwa 300 wissenschaftliche und technische Abhandlungen und Schriften verfasste und Mitautor oder Herausgeber mehrerer Bücher war, darunter Mammals and Birds of Mount Rainier National Park (1927), The Birds of the State of Washington (1953) und Deer of North America (1956). Er war auch Erstbeschreiber einiger Nagetiertaxa, darunter Aplodontia rufa humboldtiana, Aplodontia rufa nigra, Spermophilus lateralis trepidus, Perognathus inornatus neglectus, Thomomys mazama tacomensis, Thomomys talpoides shawi und die Gattung der Baumwühlmäuse (Arborimus).
Er reiste viel durch die Vereinigten Staaten und die Pazifikregion. In Europa hatte er siebzehn Länder besucht.